# جحين (الشرية)

تعديل مصدري - تعديل

جحين هي إحدى قرى عزلة آل غنيم بمديرية الشرية التابعة لمحافظة البيضاء، بلغ تعداد سكانها 741 نسمة حسب تعداد اليمن لعام 2004.